# Cylichnina opima
Cylichnina opima är en snäckart som beskrevs av Harold John Finlay 1926. Cylichnina opima ingår i släktet Cylichnina och familjen Retusidae. Inga underarter finns listade i Catalogue of Life.